# 昂山市场
昂山市场，前称斯哥特市场（Scott's Market），是缅甸仰光市班貝坦鎮區的一个大型市场，以其殖民时期的建筑和圆石铺就的街道而闻名。该市场是班貝坦鎮區主要的旅游目的地，店铺以古董、手工艺品、珠宝店以及艺术画廊和服装店为主。该市场也是一个可以兑换货币的黑市。市场内还有一些消费群体以本地人为主的销售医药、食品、服装和外国商品的店铺。除周一外，周二至周日开放。

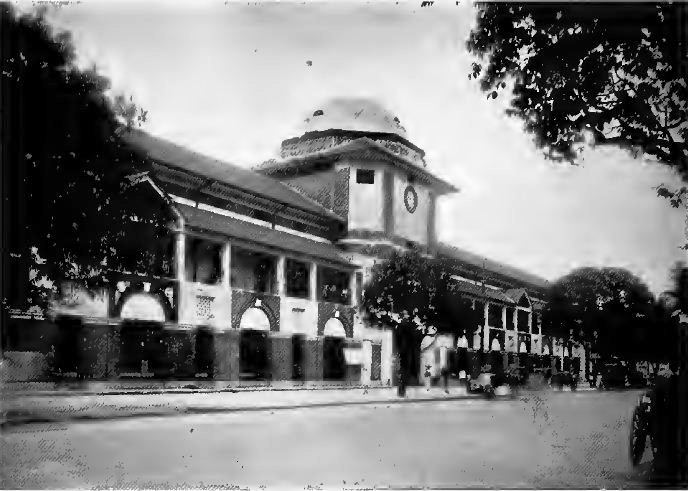
19世纪90年代的斯哥特市场

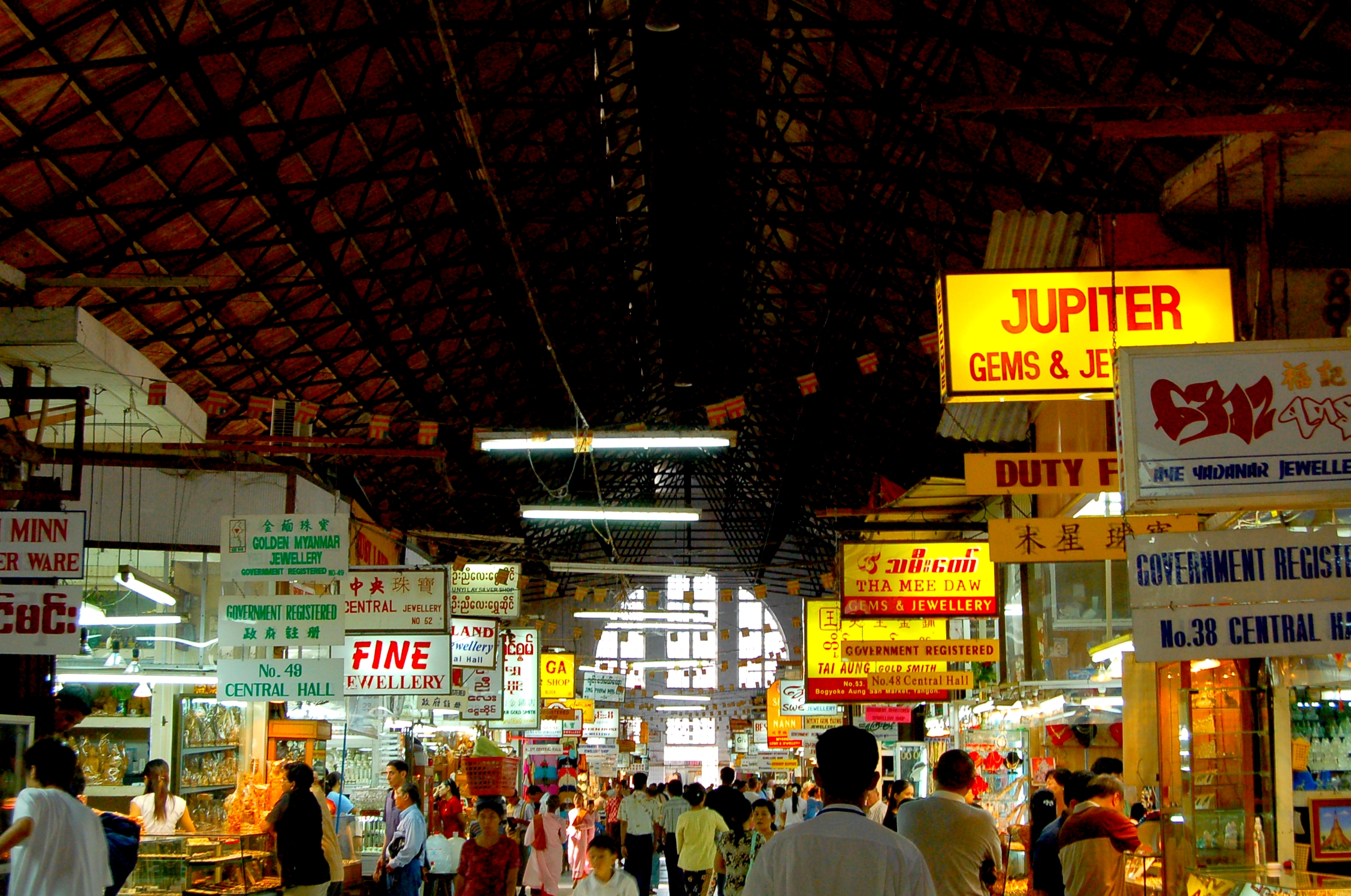
市场内的珠宝行